# Goldmanova cena

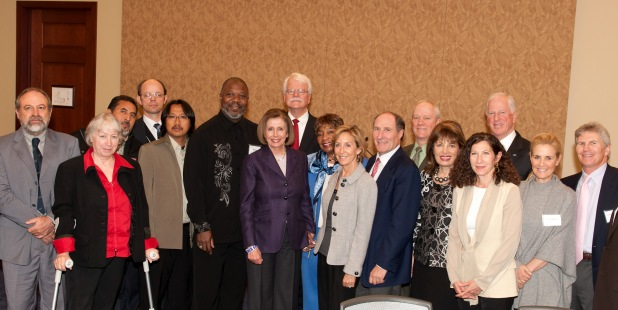
Několik držitelů Goldmanovy ceny

Goldmanova cena (anglicky Goldman Environmental Prize) je ocenění každoročně udělované za zásadní vědecký výzkum, technické objevy či za přínos lidské společnosti.

## Ocenění
Goldmanova cena je udělována každoročně od roku 1990 v geografických kategoriích: Afrika, Asie, Evropa, ostrovní stát, Severní Amerika, Střední Amerika, Jižní Amerika. V oblasti životního prostředí, v níž je udělována, je považována za nejprestižnější ocenění.
 Cena zahrnuje i částku 175 000 dolarů každému oceněnému.

## Laureáti

### 1990
- Michael Werikhe  Keňa
- Harrison Ngau Laing  Malajsie
- János Vargha  Maďarsko
- Robert Brown (ekolog)  Austrálie
- Lois Gibbs  Spojené státy americké
- Janet Gibson  Belize

### 1991
- Wangari Muta Maathai  Keňa
- Yoichi Kuroda  Japonsko
- Eha Kern & Roland Tiensuu  Švédsko
- Cath Wallace  Nový Zéland
- Samuel LaBudde  Spojené státy americké}
- Evaristo Nugkuag  Peru

### 1992
- Wadja Egnankou  Pobřeží slonoviny
- Medha Patkar  Indie
- Christine Jean  Francie
- Jeton Anjain  Marshallovy ostrovy
- Colleen McCrory  Kanada
- Carlos Alberto Ricardo  Brazílie

### 1993
- Margaret Jacobsohn & Garth Owen-Smith  Namibie
- Dai Qing  Čína
- Sviatoslav Zabelin  Rusko
- John Sinclair  Austrálie
- JoAnn Tall  Spojené státy americké
- Juan Mayr  Kolumbie

### 1994
- Laila Iskander Kamel  Egypt
- Tuenjai Deetes  Thajsko
- Heffa Schücking  Německo
- Andrew Simmons  Svatý Vincenc a Grenadiny
- Matthew Coon Come  Kanada
- Luis Macas  Ekvádor

### 1995
- Ken Saro-Wiwa  Nigérie
- Yul Choi South  Jižní Korea
- Emma Must  Spojené království Velké Británie a Severního Irska
- Noah Idechong  Palau
- Aurora Castillo  Spojené státy americké
- Ricardo Navarro  Salvador

### 1996
- Ndyakira Amooti  Uganda
- M.C. Mehta  Archivováno 1. 8. 2015 na Wayback Machine.  Indie
- Albena Simeonova  Bulharsko
- Bill Ballantine  Nový Zéland
- Edwin Bustillos  Mexiko
- Marina Silva  Brazílie

### 1997
- Nick Carter  Zambie
- Loir Botor Dingit  Indonésie
- Alexander Nikitin  Rusko
- Fuiono Senio & Paul Cox  Samoa
- Terri Swearingen  Spojené státy americké
- Juan Pablo Orrego  Chile

### 1998
- Sven "Bobby" Peek  Jižní Afrika
- Hirofumi Yamashita  Japonsko
- Anna Giordano  Itálie
- Atherton Martin  Dominikánská republika
- Berito Kuwaru'wa  Kolumbie
- Kory Johnson  Spojené státy americké

### 1999
- Samuel Nguiffo  Kamerun
- Ka Hsaw Wa  Myanmar (Barma)
- Michal Kravčík  Slovensko
- Jacqui Katona & Yvonne Margarula  Austrálie
- Bernard Martin  Kanada
- Jorge Varela  Honduras

### 2000
- Alexander Peal  Libérie
- Oral Ataniyazova  Uzbekistán
- Vera Mischenko  Rusko (část)
- Nat Quansah  Madagaskar
- Rodolfo Montiel Flores  Mexiko
- Elias Diaz Peña & Oscar Rivas  Paraguay

### 2001
- Eugène Rutagarama  Rwanda
- Yosepha Alomang  Indonésie
- Giorgos Catsadorakis & Myrsini Malakou  Řecko
- Bruno Van Peteghem  Nová Kaledonie
- Jane Akre & Steve Wilson  Spojené státy americké
- Oscar Olivera  Bolívie

### 2002
- Fatima Jibrell  Somálsko
- Pisit Charnsnoh  Thajsko
- Jadwiga Lopata  Polsko
- Alexis Massol-González  Portoriko
- Sarah James & Jonathan Solomon  Spojené státy americké
- Norma Kassi  Kanada
- Jean La Rose  Francouzská Guyana

### 2003
- Odigha Odigha  Nigérie
- Von Hernandez  Filipíny
- Pedro Arrojo Agudo  Španělsko
- Eileen Kampakuta Brown & Eileen Wani Wingfield  Austrálie
- Julia Bonds  Spojené státy americké
- Maria Elena Foronda Farro  Peru

### 2004
- Rudolf Amenga-Etego,  Ghana
- Rashida Bee et Champa Devi Shukla  Indie
- Manana Kochladze,  Gruzie
- Demetrio do Amaral de Carvalho,  Východní Timor
- Margie Richard,  Spojené státy americké
- Libia Grueso  Kolumbie

### 2005
- Corneille Ewango  Kongo
- Kaisha Atakhanova  Kazachstán
- Stephanie Danielle Roth  Rumunsko
- Jean-Baptiste Chavannes  Haiti
- Isidro Baldenegro López  Mexiko
- José Andrés Tamayo Cortez  Honduras

### 2006
- Silas Kpanan’ Siakor,  Libérie
- Yu Xiaogang, Čína
- Olya Melen,  Ukrajina
- Anne Kajir,  Papua Nová Guinea
- Craig E. Williams,  Spojené státy americké
- Tarcisio Feitosa da Silva,  Brazílie

### 2007
- Hammerskjoeld Simwinga  Zambie
- Tsetsegee Munkhbayar  Mongolsko
- Willie Corduff  Irsko
- Orri Vigfússon  Island
- Sophia Rabliauskas  Kanada
- Julio Cusurichi  Peru

### 2008
- Feliciano dos Santos  Mosambik
- Marina Rikhvanova  Rusko
- Ignace Schops  Belgie
- Rosa Hilda Ramos  Portoriko
- Jesús León Santos  Mexiko
- Pablo Fajardo Mendoza y Luis Yanza  Ekvádor

### 2009
- Marc Ona Essangui  Gabon
- Rizwana Hasan  Bangladéš
- Olga Speranskaya  Rusko
- Yuyun Ismawati  Indonésie
- Maria Gunnoe  Spojené státy americké
- Wanze Eduards & Hugo Jabini  Surinam

### 2010
- Thuli Brilliance Makama,  Svazijsko[6]
- Tuy Sereivathana,  Kambodža
- Małgorzata Górska,  Polsko
- Humberto Ríos Labrada,  Kuba
- Lynn Henning,  Spojené státy americké
- Randall Arauz,  Kostarika

### 2011
- Raoul du Toit,  Zimbabwe[6]
- Dmitry Lisitsyn  Rusko
- Ursula Sladek  Německo
- Prigi Arisandi  Indonésie
- Hilton Kelley  Spojené státy americké
- Francisco Pineda  Salvador

### 2012
- Ikal Angelei  Keňa
- Caroline Cannon  Spojené státy americké
- Evgenia Chirikova  Rusko
- Edwin Gariguez  Filipíny
- Sofia Gatica  Argentinská republika
- Ma Jun  Čína

### 2013
- Jonathan Deal  Jižní Afrika
- Azzam Alwash  Irák
- Rossano Ercolini  Itálie
- Aleta Baunová  Indonésie
- Kimberly Wasserman  Spojené státy americké
- Nohra Padilla  Kolumbie

### 2014
- Desmond D'Sa  Jižní Afrika
- Ramesh Agrawal  Indie
- Suren Gazaryan  Rusko
- Rudi Putra  Indonésie
- Helen Slottje  Spojené státy americké
- Ruth Buendía  Peru

### 2015
- Myint Zaw  Myanmar (Barma)[7]
- Marilyn Baptiste  Kanada
- Jean Wiener  Haiti
- Phyllis Omido  Keňa
- Howard Wood  Spojené království Velké Británie a Severního Irska
- Berta Cáceres  Honduras[8],[9]

### 2016
- Destiny Watford,  Spojené státy americké
- Zuzana Čaputová,  Slovensko
- Leng Ouch,  Kambodža
- Luis Jorge Rivera Herrera,  Portoriko
- Máxima Acuña,  Peru
- Edward Loure,  Tanzanie

### 2017
- mark! Lopez,  Spojené státy americké
- Uroš Macerl,  Slovinsko
- Prafulla Samantara,  Indie
- Wendy Bowman,  Austrálie
- Rodrigo Tot,  Guatemala
- Rodrigue Katembo,  Konžská demokratická republika

### 2018
- Manny Calonzo,  Filipíny
- Francia Márquezová,  Kolumbie
- Nguy Thi Khanh,  Vietnam
- LeeAnne Walters,  Spojené státy americké
- Makoma Lekalakala a Liz McDaid,  Jižní Afrika
- Claire Nouvian,  Francie